# Stäppsångare
Stäppsångare (Iduna caligata) är en liten gråbrun sångare som tillhör familjen rörsångare som tidigare ingick i familjen sångare. Fågeln häckar från europeiska delen av Ryssland österut till västra Mongoliet och västra Kina. På senare tid har den även etablerat en liten population i Finland. Vintertid flyttar den huvudsakligen till Indien. I Sverige är arten en tillfällig gäst. Tidigare behandlades stäppsångaren och nära släktingen saxaulsångaren (I. rama) som en och samma art, under det svenska namnet gråsångare. IUCN kategoriserar den som livskraftig.

## Utseende och läte

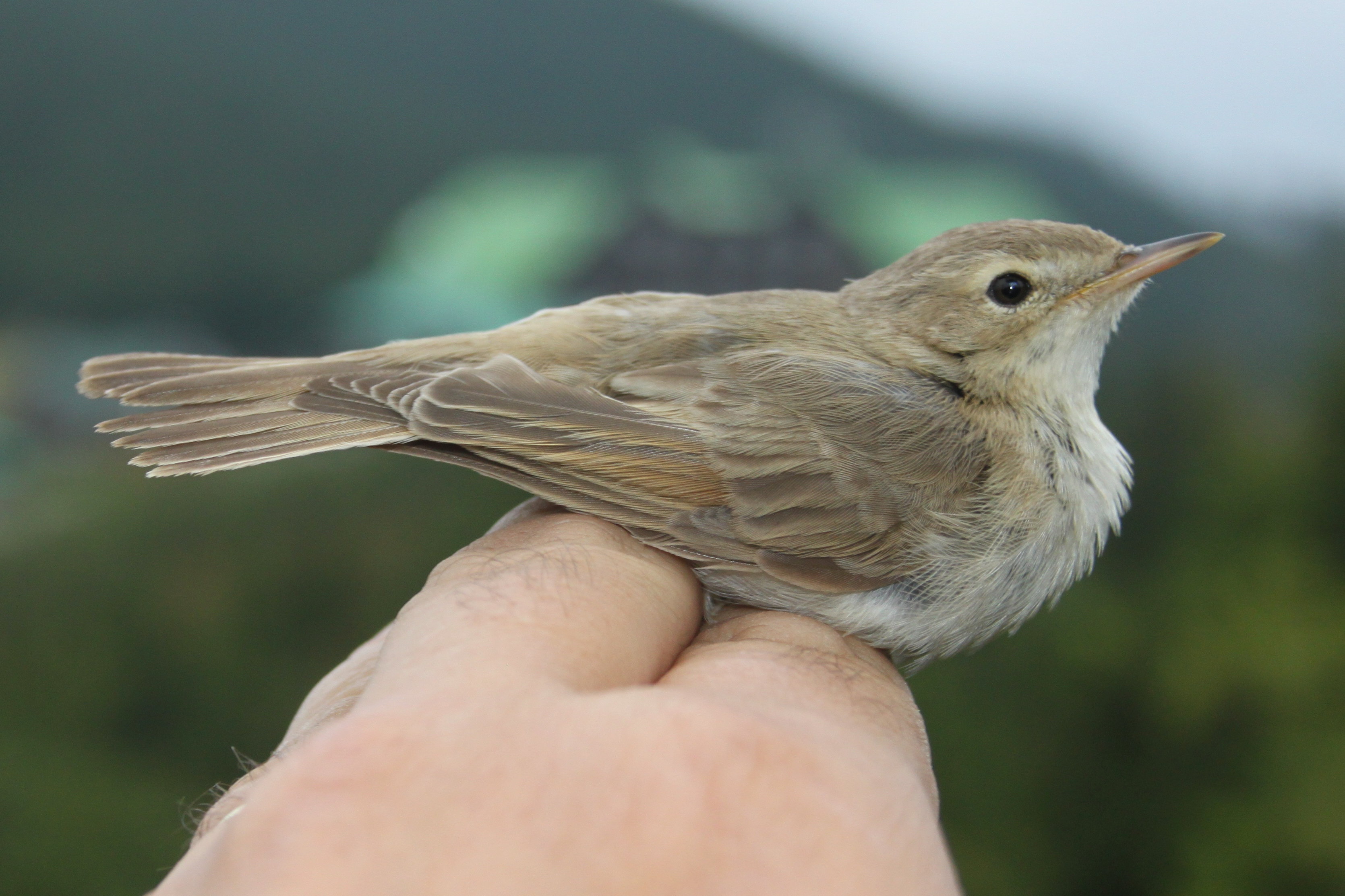
Stäppsångare ringmärkt i Tjeckien.

Stäppsångaren är en liten sångare som med sina 11–12,5 centimeter är den minsta arten inom släktet Hippolais och ungefär stor som en lövsångare. Den är mycket lik de närbesläktade arterna saxaulsångare och eksångare, men kan även förväxlas med fältsångare och sibirisk gransångare (Phylloscopus collybita tristis). 
Stäppsångaren är övervägande ljust gråbrun på ovansidan och vitaktig på undersidan med rostbeige ton på kroppsidan, vilket är tydligast på ungfåglar om hösten. Den har kort handpenneprojektion som dock är något längre än saxaulsångarens. Ytterkanten på den yttre stjärtfanen är vita men detta kan vara svårt att observera i fält. Den har en kort näbb, som är något kraftigare än gransångarens och har en bredare bas. Den har ett otydligt vitt ögonbrynsstreck och ett tydligare mörkt ögonstreck. Dess ben är oftast brunskära medan tårna är mörkare.
Fågeln är svår att få syn på då den är mycket rörlig och samtidigt ofta håller sig dold i buskage eller befinner sig på marken. När den sitter knixar den på både stjärt och vingar men slår inte regelbundet nedåt med stjärten som eksångaren.
Stäppsångarens sång är en mycket snabb och frenetisk två till sex sekunder lång strof som börjar svagt och trevande men ökar i hastighet och volym. Strofen består av tjattrande, nasalt kvittrande och korta, studsande toner. Locklätet beskrivs som ett smackande "tjreck" som när man slår samman två stenar, medan oroslätet är ett torrt "zerrr".

## Utbredning
Stäppsångare är en flyttfågel som häckar från Europeiska Ryssland över Sibirien till västra Mongoliet och västra Kina. Arten förekommer generellt norr om saxaulsångarens häckningsområde men har ett smalt område där arterna häckar sympatriskt. Under det senaste decenniet har stäppsångaren expanderat västerut och idag har den även etablerat en mindre häckningspopulation i Finland. Den övervintrar över stora delar av Indien men även i Bangladesh och så långt söderut som Sri Lanka.

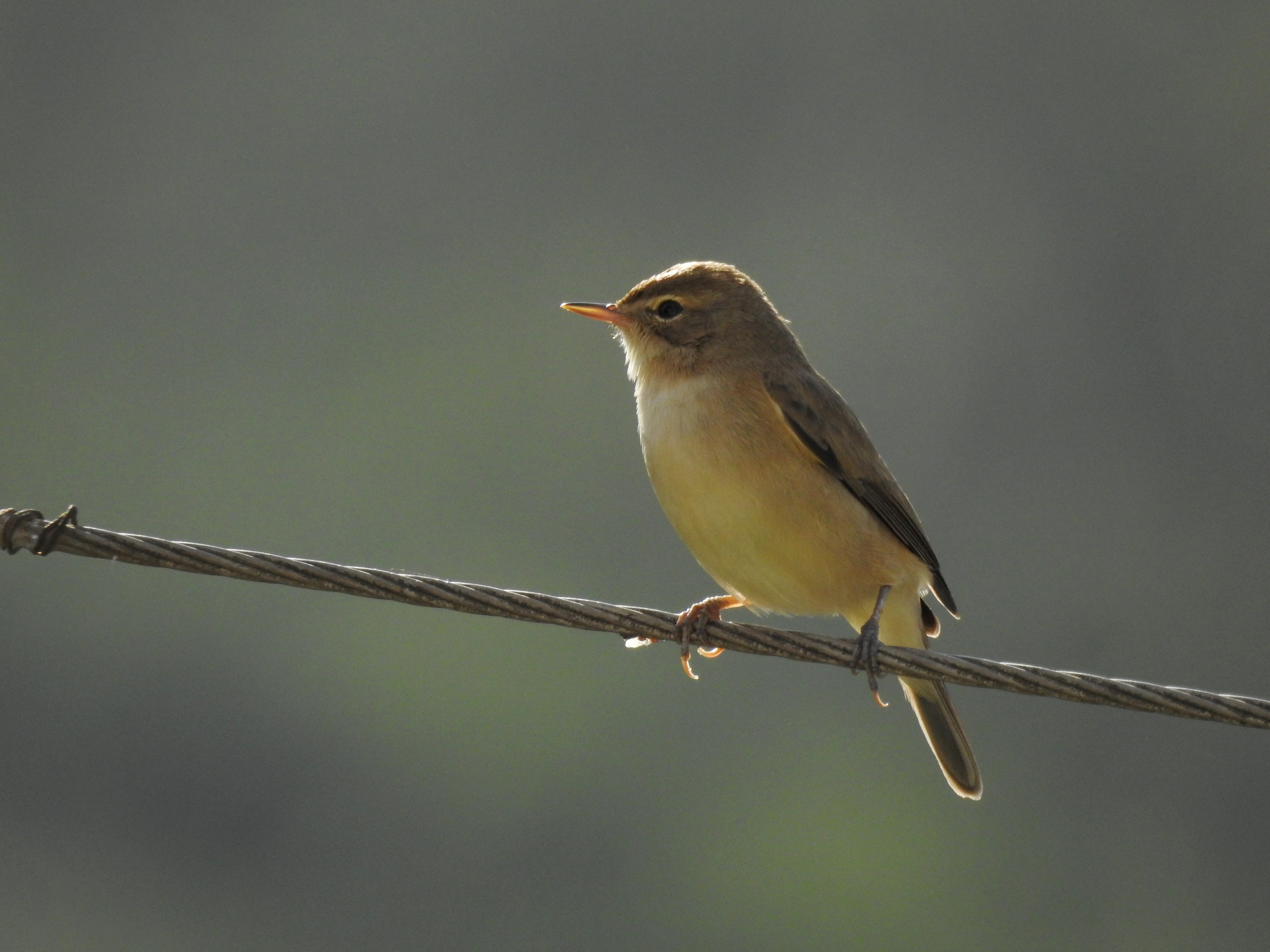
Stäppsångare övervintrande i indiska delstaten Tamil Nadu.

Fågeln är en sällsynt gäst i Västeuropa men observationerna av arten har ökat under 1990- och 2000-talet, förmodligen på grund av en ökad kunskap kring artbestämning i fält men även att artens häckningsområde har utvidgats västerut. I Sverige sågs arten första gången 1971 i Ottenby på Öland. Fram till och med 2021 har den observerats 39 gånger, varav den senaste tiden ofta sjungande i slutet av maj och början av juni. I juni 2020 uppträdde hela fem individer i Sverige, varav tre på Gotland.

## Systematik
Artern beskrevs taxonomiskt första gången 1823 av Martin Lichtenstein under det vetenskapliga namnet Sylvia caligata men placerades ganska snart i släktet Hippolais beskrivet av Conrad von Baldenstein 1827. Sentida genetiska studier har dock visat att arterna i Hippolais inte är varandras närmaste släktingar. Stäppsångaren tillsammans med sina nära släktingar saxaulsångare, eksångare och macchiasångare har därför lyfts ut till ett eget släkte, Iduna. Dit förs också två afrikanska arter, berggulsångare och afrikansk gulsångare som tidigare fördes till Chloropeta.
Stäppsångaren delas vanligtvis inte upp i några underarter. Dock finns en form som lever söder om Altai, i södra Kazakstan och västra Mongoliet, beskriven av Peter Petrovic Sushkin 1925 som annectens. Tidigare har denna form ibland beskrivits som en hybrid mellan caligata och rama men enligt Svensson (2001) så rör det sig om en synonym till caligata.
Tidigare behandlades saxaulsångaren som underart till stäppsångare, då under namnet gråsångare. Tillsammans är de närmast släkt med artparet eksångare och macchiasångare. 

### Familjetillhörighet
Rörsångarna behandlades tidigare som en del av den stora familjen sångare (Sylviidae). Genetiska studier har dock visat att sångarna inte är varandras närmaste släktingar. Istället är de en del av en klad som även omfattar timalior, lärkor, bulbyler, stjärtmesar och svalor. Idag delas därför Sylviidae upp i ett flertal familjer, däribland Acrocephalidae.

## Ekologi
Stäppsångaren förekommer på naturstäpp och i andra öppna biotoper med buskage och enstaka träd. Den uppträder även på fuktängar eller längs åkanter. Den placerar sitt skålformiga bo väl dolt på marken i ett buskage. Den lägger ivgenomsnitt fyra till sex ägg men kullar på två till sju ägg har rapporterats. Äggen ruvas i tolv till 14 dagar av båda föräldrarna. Efter att de kläcks tar båda föräldrana hand om ungarna tills de är flygga efter elva till 14 dagar. De är till största delen insektätare.

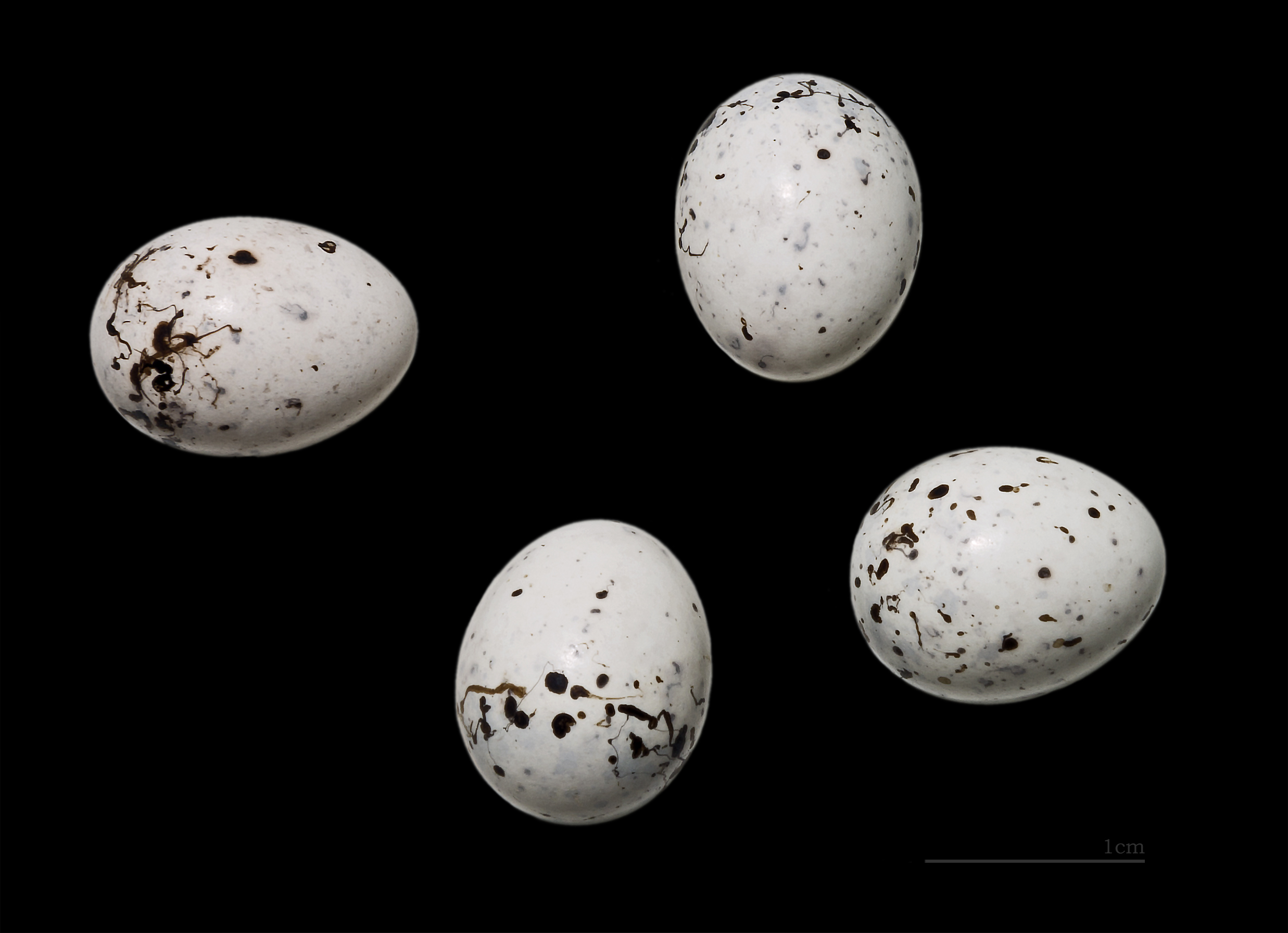
Stäppsångarens ägg.

## Status och hot
Arten har ett stort utbredningsområde och en stor population, och tros öka i antal. Utifrån dessa kriterier kategoriserar IUCN arten som livskraftig (LC). Världspopulationen uppskattas till 2 290 000–2 89 000 vuxna individer.
I vissa delar av Ryssland utsätts bon för predatorer som huggormar. Predation från kärrhökar och kråkfåglar varierar men kan ha stor påverkan lokalt.

## Namn
Förutom gråsångare har fågeln på svenska även kallats mindre härmsångare.